# Fausto Íñiguez de Betolaza
Fausto Íñiguez de Betolaza Sáez de Asteasu (Vitoria, 21 de febrero de 1849-19 de enero de 1924) fue un arquitecto español.

## Biografía
Nació en Vitoria en 1849. Estudió arquitectura en Madrid y volvió a Vitoria en 1882 como vocal de la Junta Directiva de la Academia de Bellas Artes de Vitoria. En 1889 fue nombrado arquitecto diocesano y en 1891 arquitecto provincial.

## Obra
Construyó y reformó varios edificios religiosos en Vitoria, entre ellos el monasterio de la Visitación de Santa María (1879), la Capilla del Noviciado de las Carmelitas de la Caridad (1884), la Capilla de San José en la parroquia de San Miguel (1886), la adaptación del Palacio Episcopal (1887), la Capilla de la Dolorosa en la parroquia de San Miguel (1888), la restauración de la capilla de La Blanca en la misma parroquia (1893), la iglesia de los Carmelitas de 1897 a 1900, reformas en la parroquia de San Pedro (1901), la Capilla de Santa María de las Nieves (1907), la Capilla del Prado (1907), el Convento de las Brígidas (1909), y el antepecho del coro de San Pedro (1913).
Dentro del campo industrial realizó varias fábricas de acuerdo a los estilos de la época. La más emblemática es la Azucarera, hoy reconvertida en centro de nuevas tecnologías, de estilo industrial inglés. También la fábrica de hebillas de López y Cia, hoy también desaparecida. Entre los centros de enseñanza que diseñó destacan Ursulinas, Corazonistas y parte de los Marianistas. Y también la casa museo de los faroles, en la calle Zapatería.
Como edificio de viviendas entre otros destacaremos la casa de la calle Postas nº 14. Conocida en su día como casa de Quintín Ruiz de Gauna, posteriormente casa de Erbina. Esta casa está formada por tres cuerpos, los dos laterales con miradores y los centrales con balcones historicistas barrocos unos y también elementos modernistas otros, una bella casa que para muchos viandantes pasa desapercibida.